# Дринский залив
Дри́нский зали́в (алб. Gjiri i Drinit) — залив в юго-восточной части Адриатического моря у западного побережья Балканского полуострова, на севере Албании. Простирается от устья реки Буна, пограничной реки с Черногорией на севере до мыса Родони на юге, который отделяет его от бухты Лальза. В залив впадают реки Дрин, Мати и Ишми. Максимальная длина — около 30 км, ширина — около 20 км. Самый глубокий из заливов Албании. Изобата 10 м расположена на расстоянии 600—1500 м от береговой линии. Наибольшая глубина 42 м.
Южная часть, между мысом Родони и устьем Мати называется бухтой Родони (Gjiri i Rodonit).
С геоморфологической точки зрения залив представляет собой типичную область осадконакопления, образованную аллювием, приносимым реками Дрин, Буна и Мати. Вдоль побережья простирается аккумулятивная низменность. Имеется много озёр-лагун. Между устьями рек Ишми и Мати расположена лагуна Паток.
Максимальные волны в заливе достигают 3—3,8 м, а амплитуда приливов 30—40 см. Среднегодовая температура воды в заливе составляет 17,7 °C, средняя температура июля 23,7 °C, средняя температура февраля 11,6 °C. Количество солнечных дней в году — 321. Солёность воды 36—39 промилле. 
Важнейший порт — Шенгини, рядом с которым находится хороший пляж. В Шенгини находится военная база, находится постоянно патрульный корабль.